# Baduario
Baduario (... – 576) è stato un generale bizantino vissuto nel VI secolo.

## Biografia
Era genero dell'Imperatore Giustino II. Potrebbe essere stato il figlio o il nipote (di nonno) del Baduario magister militum e dux Scithiae.
Nel 565 il suocero Giustino II, appena salito al potere, lo nominò curopalate. L'anno successivo venne nominato magister militum e inviato dall'Imperatore in soccorso dei Gepidi, il cui regno era stato invaso dai Longobardi. Combatté una battaglia presso Sirmio e la vinse. La battaglia avvenne nel 566 o nel 567. Dopo questa battaglia il re dei Gepidi Cunimondo ruppe l'alleanza con i Romani d'Oriente che quindi decisero di non aiutarlo quando i Gepidi vennero invasi e annientati da Longobardi e Avari. Non si sa con esattezza se Baduario fosse un magister militum per Illyricum o piuttosto un magister militum vacans o un quaestor exercitus.
In seguito fu nominato comes stabuli. Il 6 ottobre 573 lui e l'imperatore Giustino II ebbero un litigio: l'Augusto, che dava già da qualche tempo segni di follia, lo insultò e lo scacciò; in seguito l'Imperatore si pentì e si recò di persona nelle stalle per scusarsi con Baduario.
Nel 576 Baduario venne inviato in Italia per cercare di scacciare i Longobardi, che nel 568 avevano invaso l'Italia e l'avevano sottomessa in gran parte. Morì in battaglia contro di essi.